# Roś
Roś (również Jezioro Warszawskie, niem. Rosch See, Warschau See) – jezioro położone na Równinie Mazurskiej, w województwie warmińsko-mazurskim na południowy wschód od jeziora Śniardwy, ok. 2 km na północny wschód od miejscowości Pisz. Kształtem przypomina odrębne baseny, składa się z trzech prawie równoległych rynien połączonych łagodnymi zakolami. Łączna długość wszystkich rynien wynosi ok. 25 km. Ma dość rozbudowany system połączeń rzeczno-kanałowych z wieloma zbiornikami, m.in. Kanałem Jeglińskim poprzez jezioro Seksty z jeziorem Śniardwy. 
Występują dwie zatoki: Rudzka i Bylicka. Pomiędzy częścią centralną a północną jeziora rozciąga się Półwysep Piechowski. Drugi półwysep to Czarny Róg, na którym leży osada o tej samej nazwie.

## Dane morfometryczne jeziora
- powierzchnia: 1888 ha
- głębokość maksymalna: 31,8 m
- długość maksymalna: 11,4 km
- jezioro rynnowe
- typ sielawowy

## Cechy charakterystyczne
Bogata rzeźba dna, o podłożu piaszczystym ze zmienną głębokością, nieregularny kształt oraz urozmaicona linia brzegowa. Na brzegach rozciągają się podmokłe łąki, a w części południowo-wschodniej i centralnej znajdują się lasy. Północne ramię jeziora jest bardzo płytkie i zarośnięte, głębokość nie przekracza tu 1 metra.
Do jeziora uchodzą: Wilkus, Święcek, Konopka, a wypływa rzeka Pisa.
W trzcinach przybrzeżnych gnieździ się wodne ptactwo. Jest tutaj więcej perkozów, czapli i różnych gatunków kaczek, niż na bardziej uczęszczanych wodnych szlakach. Wysoko nad taflą jeziora krążą ptasie drapieżniki.
Nazwę Roś ustalono urzędowo w 1950 r.. Polska nazwa jest odpowiednikiem niemieckiej Rosch See. Używana jest również nazwa jeziora Jezioro Warszawskie lub potocznie Warsz (niem. Warschau See, dosł. "jezioro Warszawa").